# Азе (Мајен)
Азе (фр. Azé) насеље је и општина у западној Француској у региону Лоара, у департману Мајен која припада префектури Шато Гонтје.
По подацима из 2011. године у општини је живело 3279 становника, а густина насељености је износила 110,52 становника/km². Општина се простире на површини од 29,82 km². Налази се на средњој надморској висини од 58 метара (максималној 87 m, а минималној 22 m).

## Демографија
| 1962. | 1968. | 1975. | 1982. | 1990. | 1999. | 2011. |
| ----- | ----- | ----- | ----- | ----- | ----- | ----- |
| 1.048 | 1.103 | 1.361 | 2.003 | 2.670 | 2.999 | 3.279 |

График промене броја становника у току последњих година